# Edward Maya
Eduard Marian Ilie (n. 29 iunie 1986 în București), cunoscut mai bine ca Edward Maya, este un producător, cântăreț și compozitor de muzică român. A absolvit Liceul de Muzică "George Enescu" din București.
La 19 ani, Maya a compus o melodie cu Eduard Cârcotă pentru Concursul Muzical Eurovision 2006, care a terminat pe locul patru în competiție (Mihai Trăistariu - Tornero).
În vara lui 2009, Maya și-a lansat prima melodie ca artist, "Stereo Love", care a ajuns pe locul doi în topurile românești. Piesa "Stereo Love" are o secțiune la acordeon, care se bazează pe melodia populară azeră "Bayatılar", compusă în 1989 de Eldar Mansurov "Puțin mai târziu, dar în același an , "Stereo Love", a ajuns un hit în cluburi din întreaga lume.. În urma acestui succes, a avut de onorat concerte în întreaga lume, piesa a intrat în topurile de specialitate internaționale, fiind plasată în primele 5 piese în topurile muzicale din Austria, Danemarca, Finlanda, Franța, Germania, Luxemburg, Italia, Olanda, Norvegia, Spania, Suedia, Elveția și Marea Britanie. Piesa "Stereo Love" are peste 520 de milioane de vizualizări pe YouTube.
În 2008, Edward Maya a fost desemnat pentru a produce albumul trupei Akcent: "Fără Lacrimi" (No Tears). Hiturile internaționale: "Stay With Me", "That's My Name" și "Lover's Cry" poartă toate semnătura sa.

## Discografie

### Albume
| Titlu                | Detalii album                           |
| -------------------- | --------------------------------------- |
| The Stereo Love Show | - Lansare: 2013 - Casa: Mayavin Records |

### Single-uri
| Title                                    | Anul | Clasament | Clasament | Clasament | Clasament | Clasament | Clasament | Clasament | Clasament | Clasament | Clasament | Clasament | Certificări                                                                                    | Album                |
| Title                                    | Anul | BEL (FLA) | CAN       | FRA       | GER       | IRE       | NDL       | SPA       | SWE       | SWI       | UK        | US        | Certificări                                                                                    | Album                |
| ---------------------------------------- | ---- | --------- | --------- | --------- | --------- | --------- | --------- | --------- | --------- | --------- | --------- | --------- | ---------------------------------------------------------------------------------------------- | -------------------- |
| "Stereo Love" (feat. Vika Jigulina)      | 2009 | 7         | 10        | 1         | 4         | 1         | 5         | 1         | 1         | 2         | 4         | 16        | - BEL: Gold - CAN: Platinum - GER: Platinum - SPA: 2× platinum - SWE: Platinum - SWI: Platinum | The Stereo Love Show |
| "This Is My Life" (feat. Vika Jigulina)  | 2010 | 4         | —         | 2         | —         | —         | 42        | —         | 58        | 43        | —         | —         |                                                                                                | The Stereo Love Show |
| "Desert Rain" (feat. Vika Jigulina)      | 2011 | —         | —         | —         | —         | —         | —         | —         | —         | —         | —         | —         |                                                                                                | The Stereo Love Show |
| "Mono in Love"                           | 2013 | -         | -         | -         | -         | -         | -         | -         | -         | -         | -         | -         |                                                                                                |                      |
| "Universal Love"                         | 2015 |           |           |           |           |           |           |           |           |           |           |           |                                                                                                |                      |
| "—" denotes releases that did not chart. |      |           |           |           |           |           |           |           |           |           |           |           |                                                                                                |                      |